# Особняк коменданта Владивостокской крепости
Особняк коменданта Владивостокской крепости (Особняк А. А. Гвоздзиовского) — памятник истории, архитектуры и градостроительства во Владивостоке. 
Здание построено в 1899—1900 годах. В «Материалах к Своду памятников истории и культуры Приморского края» (1991) автором числится инженер Н. Симонов. В издании Свода 2012 года архитектор — В. А. Плансон, который, однако, не мог создать проект особняка, так как во время его постройки сдавал выпускные экзамены в Санкт-Петербурге. Согласно последним архивным данным, автором проекта особняка был его владелец, архитектор Александр-Казимир Андреевич Гвоздзиовский.    
В официальных документах о включении в список памятников местного краевого значения именуется как «Особняк коменданта Владивостокской крепости, в котором в 1906 г. В. К. Арсеньеву был вручен орден за участие в войне 1904-1905 гг.». Информация, что особняк использовался в качестве жилой резиденции коменданта Владивостокской крепости, на сегодняшний день, документально не подтверждена. 
Историческое здание по адресу улица Бестужева, 37 является объектом культурного наследия Российской Федерации.

## История

### Дореволюционный период
По последним архивным изысканиям установлено, что здание, имеющее современный адрес: улица Бестужева, 37, было построено в 1900 году архитектором Александром-Казимиром Гвоздзиовским, выпускником Императорской Академии художеств, в 1890 году направленным для службы на Дальний Восток, с того же года выполнявшим обязанности областного архитектора Приморской области. По проектам Гвоздзиовского были построены несколько примечательных зданий — памятников архитектуры во Владивостоке.
Особняк Гвоздзиовского находился в 23 квартале, на участке № 131 по улице Корейской. Данный участок был выкуплен у города в 1890 году владивостокским мещанином Матвеем Тимофеевым. В 1891 году Тимофеев разделил участок на две неравные части и продал их новым владельцам — Г. Ф. Зер и Анатолию и Людмиле Якобсон. Предположительно, на основании оценки имущества, на участках находились одноэтажные жилые дома. В 1895 году южная (большая) часть участка была куплена А. А. Гвоздзиовским.
В 1896 году Гвоздзиовский вёл на участке строительство деревянного одноэтажного дома, а в 1899 году приступил к строительству нового большого двухэтажного особняка с вместительной мансардой, которое было окончено в 1900 году. Особняк был внесён в список налогооблагаемого имущества до конца 1900 года. 
В 1903 году подошёл срок выплаты кредита, взятого Гвоздзиовским на строительство особняка, но он не смог расплатиться, и на его домовладение было наложено судебное «запрещение» для принудительного погашения долга. Дом был выставлен на публичные торги. Новым владельцем бывшего домовладения архитектора стал владивостокский купец 1-й гильдии Михаил Иванович Суворов, которому также принадлежал соседний участок № 132. Суворов использовал особняк в качестве доходного дома. В последние годы жизни М. И. Суворов, будучи тяжело больным, запустил свои финансовые дела и довёл их до упадка. Меньше чем через месяц после его смерти, всё его имущество попало под государственный контроль и управление. В описи имущества, составленного опекой, на 131-м участке, в числе прочего, значился кирпичный дом в два этажа с подвальным жилым помещением. В 1914 году домовладение было продано Фёдору Николаевичу Транковскому в счёт погашения долгов Суворова.

### Советский период
В августе 1924 года Приморским Губисполкомом был подготовлен список владивостокских домовладений, подлежащих муниципализации, утверждённый Владивостокским Революционным Комитетом в начале 1925 года. В список вошло и домовладение Транковского.
В советские годы здание сначала использовали как многоквартирный жилой дом, затем в нём располагались различные учреждения и организации. Решением Приморского крайисполкома № 125 от 27 февраля 1987 года здание было включено в список памятников местного краевого значения. С 1988 года дом перешёл в пользование местного отделения Союза архитекторов.            

### Современный период
В начале 1990-х годов здание перешло в частную собственность. В начале 2000-х годов к его северному фасаду сделана современная пристройка.         

## Архитектура

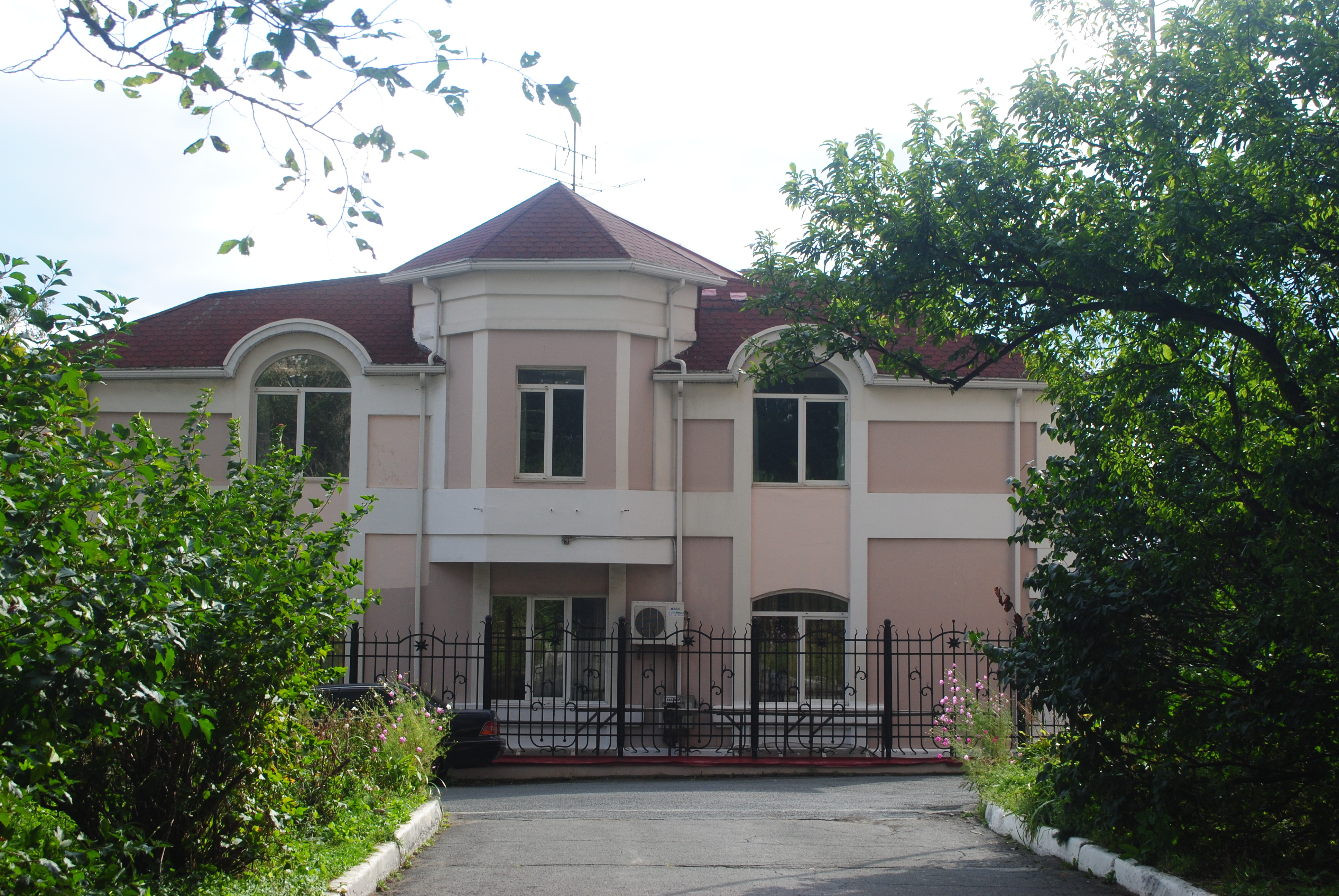
Вид на особняк с торца.

Здание двухэтажное кирпичное, небольшое по размеру. Имеет характерную для стиля модерн развитую объёмную композицию в виде сочетания из трёх разноразмерных форм, врезанных друг в друга: одной в виде эллиптической полуротонды, двух — прямоугольного очертания. Здание расположено на пологом склоне и его формы как бы «стекают» по рельефу, постепенно открываясь взору идущему по улице наблюдателю. С северной стороны композиция срезана плоской кирпичной брандмауэрной стеной, отделявшей особняк от смежных домовладений. Главный вход в здание расположен на южном фасаде, перпендикулярном улице, в связи с этим направление к входу автор проекта выявляет криволинейной поверхностью стены и крыльцом, имеющим в плане эллиптическое очертание. Объёмная форма здания подчёркнута членящими фасады тонкими горизонтальными поясками с лепным орнаментом типа «ионика» и контуром высокого карниза. Окна имеют часто используемую в стиле модерн эллипсовидную форму и прямоугольную, с заоваленными углами.  
В начале 2000-х годов здание было реконструировано. К северному фасаду сделана трёхэтажная пристройка шириной 3,7 м с нависающим эркером, мансардный этаж, ранее разрушенный, восстановлен, но уже в современных формах. Над выступающим эркером входа воссоздан балкон, но уже в виде остеклённой лоджии. Крыльцо и часть прилегающей ко входу территории накрыты козырьком из поликарбоната.            